# Multidendrolaelaps
Multidendrolaelaps – rodzaj roztoczy z kohorty żukowców i rodziny Digamasellidae.

## Morfologia
Pajęczaki o ciele podzielonym na gnatosomę i idiosomę. Gnatosoma ma pięcioczłonowe nogogłaszczki z członem ostatnim zaopatrzonym w dwuwierzchołkowy pazurek. Szczękoczułki u samic mają na palcu ruchomym piłkowaty szereg ząbków, co stanowi autapomorfię rodzaju. Epistom ma dwa lub trzy wyrostki na przedzie. Idiosoma ma zaokrąglony brzeg tylny i od wierzchu nakryta jest dwoma wyraźnie oddzielonymi tarczkami: podonotalną (prodorsum) nad podosomą i opistonotalną (postdorsum) nad opistosomą. Tarczka podonotalna zaopatrzona jest w scleronoduli. U licznych gatunków od jednej do sześciu par szczecinek na opistonotum przekształconych jest w kolce, nie dotyczy to jednak przedstawicieli grupy gatunków euepistomus. Tarczki brzuszna i analna zlane są w tarczkę wentro-analną. Pierwsza para szczecinek wentralnych rzędu zewnętrznego leży na niezesklerotyzowanym oskórku przed przednią krawędzią tejże tarczki. Odbyt jest niepowiększony i zajmuje mniej niż piątą część długości tarczki wentro-analnej. Odnóża czwartej pary mają sześć lub osiem szczecinek na kolanach i goleniach. U samicy ujście spermateki leży na nasadzie biodra trzeciej pary odnóży.

## Taksonomia
Takson ten wprowadzony został w 1974 roku przez Wernera Hirschmanna w randze podrodzaju w obrębie rodzaju Dendrolaelaps. Gatunkiem typowym został wyznaczony Dendrolaelaps oudemansi, opisany w 1915 roku przez Jamesa Nathaniela Halberta. Do rangi osobnego rodzaju podniesiony został w 1980 roku przez Jurija Szczerbaka
Do rodzaju tego należą:

- Multidendrolaelaps acriluteus (Athias-Henriot, 1961)
- Multidendrolaelaps baddeley (Hirschmann et Wisniewski, 1984)
- Multidendrolaelaps bakeri (Hirschmann et Wisniewski, 1982)
- Multidendrolaelaps bispinosus (Karg, 1971)
- Multidendrolaelaps camerunis (Wisniewski et Hirschmann, 1984)
- Multidendrolaelaps carinthiacus Schmölzer, 1995
- Multidendrolaelaps daelei (Hirschmann et Wisniewski, 1982)
- Multidendrolaelaps epistospinosus Shcherbak, 1985
- Multidendrolaelaps euepistomoides (Hirschmann et Wisniewski, 1982)
- Multidendrolaelaps euepistomosimilis (Hirschmann et Wisniewski, 1982)
- Multidendrolaelaps euepistomus (Hirschmann, 1960)
- Multidendrolaelaps hexaspinosus (Hirschmann, 1954)
- Multidendrolaelaps hurlbutti Shcherbak, 1985
- Multidendrolaelaps inconstans Shcherbak, 1985
- Multidendrolaelaps isodentatus (Hurlbutt, 1967)
- Multidendrolaelaps kargi (Hirschmann, 1966)
- Multidendrolaelaps kribii (Wisniewski et Hirschmann, 1984)
- Multidendrolaelaps manualkrantzi (Hirschmann et Wisniewski, 1982)
- Multidendrolaelaps multidentatus (Leitner, 1949)
- Multidendrolaelaps putte Huhta et Karg, 2010
- Multidendrolaelaps querci (Hirschmann, 1960)
- Multidendrolaelaps schusteri (Hirschmann, 1966)
- Multidendrolaelaps spinosus (Hirschmann, 1960)
- Multidendrolaelaps subcorticalis Huhta et Karg, 2010
- Multidendrolaelaps templei (Hunter, 1970)
- Multidendrolaelaps tetraspinosus (Hirschmann, 1954)
- Multidendrolaelaps trispinosus Shcherbak, 1985
- Multidendrolaelaps ulmi (Hirschmann, 1960)
- Multidendrolaelaps unispinatus (Ishikawa, 1977)
- Multidendrolaelaps watsoni (Hirschmann, 1966)